# Elier Manero Pineda
Elier Manero Pineda (Alacant, 1890 -197?) polític liberal-conservador que va ser president de la Diputació d'Alacant i governador de les Illes Balears, a més d'advocat i professor de l'Escola de Comerç d'Alacant.
De família originària de Relleu, municipi de la Marina Baixa, és fill del metge Evarist Manero Molla. Va estudiar dret a la Universitat de València, va treballar com a professor de l'Escola Oficial de Comerç alacantina (1914) i, fins i tot, aniria a ser president de la seua associació gremial. També fou secretari de l'Escola Especial de Nàutica quan Josep Bauzà fou el director, a més va pertànyer a l'anomenat Ateneu Senabrino(Zapatería Senabre Hnos) al barri de Benalua i va ser membre de la junta del Casino d'Alacant. Fou un dels alacantins que van donar diners a la col·lecta nacional per a homenatjar a Benito Pérez Galdós junt als seus companys advocats Manuel Perez Mirete i Ramon Campos Puig, el professor i periodista Eduardo Campos de Loma, el fotògraf Ramon Vidal Irles o el jove inventor Francesc Fuster Botella entre altres i la junta del qual va presidir Eduardo Dato e Iradier.
Membre del Partit Liberal Conservador va ser integrant del sector liderat per Salvador Canals i Vilaró, rival del sector de Martinez Torrejón, i el 1915 fou elegit diputat provincial pel districte de La Vila Joiosa cap de la seua comarca la Marina Baixa. De nou ho va ser el 1917, però des de 1918 es va canviar, dins del grup encapçalat per Perez Mirete, al sector d'Antoni Maura i Montaner. Un any després novament fou elegit diputat provincial i el 1921 també, però finalitzat eixe mandat, el 1923 es va allunyar temporalment de la política pel seu matrimoni amb Mercedes Serra. Quan el seu germà Carlos va ser president del patronat de la «Caixa d'Estalvis i Mont de Pietat d'Alacant», ell va ser membre del patronat en qualitat de lletrat mercantil bancari, i també va ser membre de la «Reial Societat Econòmica d'Amics del País» alacantina presidida per l'etern Federico Clemente Ayala. Van ser anys de bonança en los que va fer contactes i fortuna, i es va convertir en un important contribuent alacantí. L'any 1930, amb l'inici de la Presidència del Govern d'Espanya de Dámaso Berenguer y Fusté, va tornar a la Diputació d'Alacant i el 23 d'abril de 1930 li van escollir president fins a principis de novembre en què va ser anomenat governador civil de la província de les Illes Balears per la seua proximitat al banquermallorquí Joan March i Ordinas, però en febrer de 1931 va dimitir amb el canvi de govern d'Espanya, presidit per Juan Bautista Aznar-Cabañas, que va durar ni més menys que uns mesos, abans de la proclamació de la Segona República Espanyola en abril.
Començada la Guerra Civil Espanyola, el 1937 fou advocat defensor dels anomenats "processats de Monòver" amb José López Pérez ante el Tribunal Popular d'Alacant.
El seu germà Evaristo Manero Pineda, metge, fou diputat provincial (1924-25).